# Подвижной состав Московского метрополитена
Московский метрополитен имеет обширный парк подвижного состава, представленный в основном пассажирскими электропоездами; также имеются служебные электропоезда и вагоны, мотовозы, автомотрисы и специальная путевая техника.
В метрополитене применяется та же ширина колеи, что и на железных дорогах России — 1520 мм. Для питания электропоездов энергией применяется расположенный сбоку от путей третий (контактный) рельс, на который подаётся напряжение 825 В постоянного тока (на шинах подстанций — не более 975 В, на токосъёмнике вагона — не менее 550 В), токосъём осуществляется с нижней стороны рельса, принимаемый башмаком токоприёмника. Типичный путевой тоннель — однопутный, круглый в сечении с внутренним диаметром 5,1 м (в первых очередях — 5,5 м) или прямоугольный с внутренними размерами 4,16×4,4 м. Средняя эксплуатационная скорость пассажирских поездов — 46—72 км/ч.

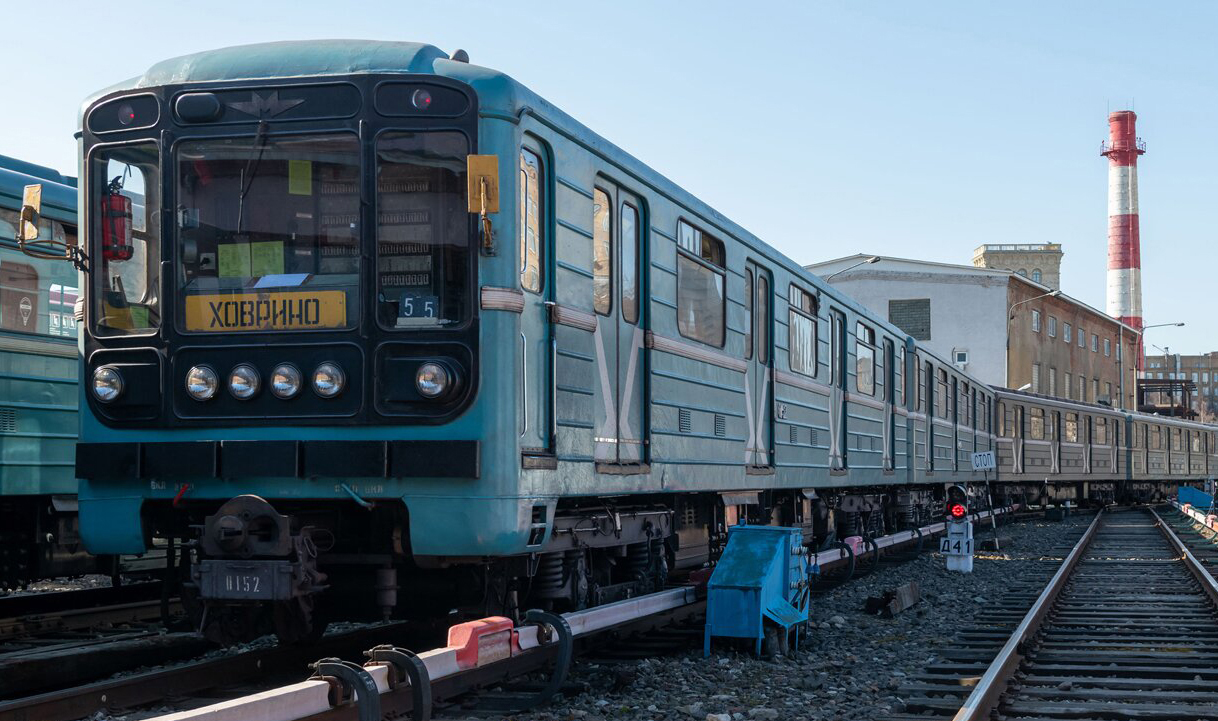
Самая массовая в мире серия электровагонов 81-717/714 с неофициальным названием «Номерной» на территории электродепо ТЧ-2 «Сокол»

## Электроподвижной состав
Основу парка подвижного состава метрополитена составляют электропоезда, получающие питание от контактного рельса. Большинство электропоездов используется для пассажирских перевозок, отдельные вагоны модернизируются для использования в служебных целях и ходят в составе служебных поездов. Нумерация в метрополитене осуществляется только повагонно без присвоения номеров составам, при этом тип вагона, в отличие от его номера, не маркируется на его корпусе.
Весь электроподвижной состав метрополитена, за исключением трофейных немецких вагонов типа В, изготовлен двумя предприятиями — Мытищинским машиностроительным заводом (ОАО «Метровагонмаш» (вагоны производства этого предприятия поставляются в метрополитен со дня его основания, производил все нижеперечисленные типы, кроме Ем-508/509/508Т, 81-720.1 и 81-580)) и ЛВЗ имени И. Е. Егорова (в 1992—2013 годах — ЗАО «Вагонмаш»). Он поставлял вагоны Ем-508/509, Ем-508Т, 81-720.1/721.1, 81-580 и часть 81-717/714, их поставки прекращены в 1995 году).
В Московском метрополитене используются электропоезда пяти поколений, и в настоящее время идёт деятельное обновление парка вагонов, в частности — старейшие и отслужившие свой срок списываются, менее старые проходят капитально-восстановительный ремонт (КВР), а также интенсивно закупаются новые. За последние 10 лет полностью обновлён подвижной состав на Филёвской, Арбатско-Покровской, Кольцевой, Калининской, Серпуховско-Тимирязевской и Таганско-Краснопресненской линиях и поставлен для обслуживания сравнительно новых Бутовской, Солнцевской, Большой кольцевой и Некрасовской линий.
Инвентарный парк вагонов по данным, предоставленным ГУП «Московский метрополитен» изданию «Коммерсантъ» в марте 2024 года, составляет около 6500 шт.
Самой последней линией, на которой, в рамках обновления подвижного состава, уберут вагоны серии 81-717/714 с модификациями и 81-717.6/714.6, станет Люблинско-Дмитровская, — к 2030 году, обновление которой начнётся приблизительно в 2027 году, — после завершения обновления Замоскворецкой линии.

### Типы вагонов, снятые с эксплуатации

#### Вагоны типов АиБ

##### Вагоны типа Б
Вагоны стали дальнейшим усовершенствованием типа А и имели незначительные конструктивные отличия от предшественников. Производились на Мытищинском машиностроительном заводе с 1937 по 1939 год, выпущен 81 моторный и 81 прицепной вагон, сформированный в двухвагонную электросекцию. Эксплуатировались с пассажирами с 1937 по 1975 год. В полноценном виде ни один вагон данной модели в Московском метро не сохранился.

#### Вагоны типа В (В-1, В-2, В-3 и В-4)
Адаптированные трофейные вагоны типов C-1, C-2 и С-3 Берлинского метрополитена. Вагоны производились различными заводами Германии: типа С-1 — заводом Оренштейн-Коппель с 1926 по 1927 год, а С-2 и С-3 — заводом Вегманн и Ко с 1929 по 1930 год. В СССР латинская «C» в обозначении типа была заменена на русскую «В» (военный), и вагоны получили обозначения соответственно В-1, В-2 и В-3. Большинство вагонов этого типа имело по три двери с каждой стороны, однако четыре импортированных вагона В-1 имело по 4 двери. Всего в Москву поступило 24 вагона В-1 (в том числе 4 четырёхдверных), 59 типа В-2 и 27 типа В-3.
Вагоны В-2 и В-3 эксплуатировались как моторные, а В-1 — прицепные (изначально часть вагонов C-1 были моторными), впоследствии часть вагонов В-1 уже в Москве была переделана в моторные с присвоением типа В-4. Салоны вагонов всех моделей с кабинами управления имели по 44 сидячих места, вагонов В-1 без кабины — по 52 сидячих места. Поезда могли формироваться из вагонов нескольких типов, но совместная работа вагонов В-2 и В-3 в одном составе была невозможна.
Вагоны типа В-1 эксплуатировались с пассажирами с 1947 по 1968 год, В-2 — с 1947 по 1965 год, В-3 — с 1947 по 1958 год. Многие вагоны были списаны досрочно из-за отсутствия запасных частей. В депо Красная Пресня сохранился уникальный четырёхдверный вагон В-4 № 158, используемый в качестве бытовки; отсутствие тележек затрудняет возможность его восстановления для музея.

#### Вагоны типов ГиД

##### Вагоны типа Г(81-701)
Вагоны производились на Мытищинском машиностроительном заводе в 1939 и 1940-м и с 1947 по 1955 год, из них в Москву поступило 385 вагонов. Начиная с этого типа все вагоны выпускались как моторные с кабиной управления. Вагоны по сравнению с типами А и Б имели новый облегчённый кузов изменённой формы, однако также имели 52 сидячих места в салоне и аналогичное их расположение. Окрашивались по двухцветной схеме: голубой или серо-зелёный верх и тёмно-синий низ.
Эксплуатировались с пассажирами с 1941 по 1983 год. В Московском метрополитене сохранился вагон № 530, в начале 2015 года он прошёл капитально-восстановительный ремонт для использования в качестве музейного и впоследствии принимал участие в выставках в честь дня открытия метрополитена. Ещё 4 вагона типа «Г» стоят в депо «Планерное» как сараи. В электродепо «Выхино» также сохранилось 2 вагона типа «Г» переделанные в сараи, на одном из них сохранилась тележка с родным двигателем.

##### Вагоны типа Д(81-702)
Производились на Мытищинском машиностроительном заводе с 1949 по 1963 год. Первый опытный шестивагонный поезд 1949 года выпуска имел тип «М-5», а позднее при переоснащении был переименован в «УМ-5». Всего в Москву поступило 489 вагонов — 6 типа М5 и 483 типа «Д».
Внешне вагоны были схожи с вагонами типа «Г» (за исключением расположения буферных фонарей), однако по сравнению с ними был значительно облегчён кузов. Также была изменена планировка сидений, за счёт чего они стали более просторными, но уменьшилось их количество (44 вместо 52). Окраска была также аналогична вагонам типа «Г».
Эксплуатировались с пассажирами с 1955 по 1995 год, после списания из пассажирской эксплуатации некоторое время работали как служебные; вагон УМ-5 № 805 работал в качестве грузового с вагонами сопровождения типа «Д» № 2399 и № 2407 до 1996 года. В процессе эксплуатации, одна часть московских вагонов передавалась в метрополитены других городов СССР, вторая часть — наоборот, была дополнительно поставлена из других городов в Москву. В Московском метрополитене сохранились вагон-путеизмеритель УМ-5 № 806 и вагон «Д» № 2037, в начале 2015 года они прошли капитально-восстановительный ремонт для использования в качестве музейных и впоследствии принимали участие в выставках в честь дня открытия метрополитена на станции «Партизанская».

#### Вагоны типа Eи их разновидности

##### Вагоны типа E(81-703)
Производились на Мытищинском машиностроительном заводе с 1959 по 1969 год, в Москву поступило не более 596 вагонов (данные не точные).
Основным отличием от вагонов типа «Д» стал новый гофрированный кузов с изменённым расположением дверей, число сидячих мест уменьшилось до 40. Составы формировались как непосредственно из вагонов «Е», так и совместно с вагонами типа Еж или Ем-508/Ем-509 более поздних выпусков. Окраска была двухцветной (зелёный или голубой верх и тёмно-синий низ).
Эксплуатировались с пассажирами с 1960 по 2008 год. В процессе эксплуатации, часть московских вагонов передавалась в метрополитены других городов СССР и часть, наоборот, была дополнительно поставлена из других городов в Москву. Последним же списанным в Москве стал вагон № 3605, который в последние годы эксплуатации был единственным вагоном данного типа с линкрустовой отделкой стен в салоне. В начале 2015 года вагон прошёл капитально-восстановительный ремонт для использования в качестве музейного и впоследствии принимал участие в выставках в честь дня открытия метрополитена.

##### Вагоны типаЕм-508/Ем-509(81-508/509)
Производились на Ленинградском вагоностроительном заводе им. И. Е. Егорова с 1970 по 1973 год. Всего для Москвы был выпущен 171 вагон Ем-508 и 62 Ем-509.
Представляли собой модификацию вагонов типа Ем, которые основывались на вагонах типа «Е», но имели несколько удлинённый кузов с расположением дверей и окон, аналогичных вагонам типа «Д». Салон имеет 42 сидячих места. Вагоны Ем-509 отличались от Ем-508 наличием в кабине радиостанций и использовались в качестве головных, а Ем-508 — в качестве промежуточных. Вагоны были совместимы с вагонами типов «Е» и Еж и могли работать с ними в одном составе.
Эксплуатировались с пассажирами с 1970 по 2010 год. В Московском метрополитене сохранился вагон № 3941, на котором для эксперимента была демонтирована кабина машиниста, с 2010 года он находится в депо Калужское на балансе музея метрополитена. Также сохранён вагон № 6199, который стоит в ВНИИПО в Балашихе.

##### Вагоны типа Eж/Еж1(81-707 / 708)
Производились на Мытищинском машиностроительном заводе с 1970 по 1973 год, в Москву поступило 315 вагонов. Вагоны имели кузова вагонов Ем и усовершенствованное по сравнению с вагонами «Е» оборудование. Число сидячих мест, как и у Ем, составляет 42. Составы формировались как непосредственно из вагонов Еж, так и совместно с вагонами Е или Ем-508/Ем-509.
Эксплуатировались с пассажирами с 1970 по 2010 год, при этом, впоследствии, часть была передана в другие метрополитены, часть получена из них. В Московском метрополитене сохранился вагон № 5170, который с 2010 года находится в депо ТЧ-3 «Измайлово» на балансе музея метрополитена.

#### Вагоны типа И(81-715/716) и их разновидности
Вагоны создавались как принципиально новый тип подвижного состава и значительно отличались от всех вагонов предыдущих выпусков. В составах впервые появились промежуточные вагоны без кабины управления. Производились на Мытищинском машиностроительном заводе.
Вагоны имели лёгкие алюминиевые кузова с гладкими боковыми стенками из двух наклонных плоскостей с изгибом в середине (форма кузова была шестиугольной), новой формой лобовой части и плоской крышей, тиристорно-импульсную систему управления и принудительную вентиляцию вместо приточно-вытяжной. Впервые у головных вагонов со стороны кабины отсутствовали центральные торцевые двери. Головные вагоны имели по 40 сидячих мест, прицепные — 44. Вагоны не эксплуатировались с пассажирами, и в связи с неудачным результатом испытаний и повышением требований пожарной безопасности проект был закрыт.
Существовало три модификации вагонов с различной формой лобовой части:
- Вагоны типа И, тип 1 (81-715.1/716.1). В 1973 году был построен единственный трёхвагонный состав из двух головных и одного промежуточного вагона, окрашенный в оранжевый цвет с белой полосой. Лобовая часть головных вагонов состояла из трёх плоскостей, две из которых были расположены под углом к центральной, буферные фонари располагались внизу на уровне рамы по краям по два с каждой стороны, слева имелась дверь с трапом для аварийного выхода пассажиров в тоннель. После завершения испытаний поезд был списан и до наших дней не сохранился[31].
- Вагоны типа И, тип 2 (81-715.2/716.2). В 1980—1981 годах построено три головных и четыре промежуточных вагона (шестивагонный состав + дополнительный вагон), целиком окрашенных в белый цвет. Лобовая часть поезда имела форму, аналогичную предыдущей модификации, однако буферные фонари были перенесены в центр и скомпонованы в виде единой линии[31]. В настоящее время в депо ТЧ-4 «Красная Пресня» сохранился единственный головной вагон № 10004, который находится на балансе музея метрополитена[24].
- Вагоны типа И, тип 3 (81-715.3/716.3). В 1985 году построен единственный четырёхвагонный состав (два головных и два промежуточных вагона). Передняя часть поезда была окрашена в оранжевый цвет, боковые стенки — в серый, двери — в жёлтый. Лобовая часть поезда имела новую плоскую форму без аварийной двери с тремя стёклами и расположенными вблизи краёв буферными фонарями по центру между стеклом и рамой. После завершения испытаний поезд был списан и до наших дней не сохранился (некоторое время сохранялся один промежуточный вагон № 10011, разрезан в 2009 году)[24].

#### Вагоны типа 81-720.1
Опытный переходной тип вагонов, создан на базе вагонов типа 81-717/714 и отличался от него удлинённой кабиной с новой плоской лобовой частью и обводами по краям, наличием принудительной вентиляции салона и асинхронным тяговым приводом. На Ленинградском вагоностроительном заводе им. И. Е. Егорова в 1990 году по данному проекту выпущен один опытный головной вагон № 10037, имеющий бело-синюю окраску. Также было выпущено три вагона сопровождения (один головной и два промежуточных), идентичных вагонам 81-717/714, но получивших обозначение 81-720.1/721.1 (хотя де-факто вагоны не относились к данному типу).
Вагоны проходили испытания в депо ТЧ-5 «Калужское» и с пассажирами не эксплуатировались. Результаты испытаний асинхронного привода были признаны неудачными, и все вагоны были списаны. Уникальный вагон № 10037 был порезан в конце 2009 года.

#### Вагоны типов 81-720/721 «Яуза»и их разновидности
Дальнейшее развитие концепции вагонов типа И, имеющее однако существенные конструктивные отличия от предшественников. На момент создания предполагалось, что данный тип нового поколения станет массовым, однако из-за дороговизны и ряда технических недоработок была выпущена небольшая партия этих вагонов. Производились на заводе «Метровагонмаш» и поставлялись только в Московский метрополитен.
Как и вагоны типа И, имели гладкие выпуклые боковые стенки и принудительную вентиляцию вместо приточно-вытяжной у серийных вагонов более ранних моделей, но отличались от предшественников кузовом из нержавеющей стали с плавным закруглением вместо изгиба с новой маской кабины управления, новой конструкцией тележек, а также новым электрооборудованием. Вагоны были окрашены в металлический серый цвет с жёлтой полосой по бокам в середине кузова. Салоны всех вагонов имели по 36 сидячих мест, в торцевых зонах сиденья отсутствовали.
Эксплуатировались две модификации вагонов:
- 81-720/721 «Яуза» (коллекторная). По сравнению с предыдущими типами вагонов, за исключением типа И, были оснащены тиристорно-импульсной системой управления. Производились в 1991—2002 годах, выпущено 18 головных и 42 промежуточных вагона, сформированные в 9 составов[13].
С 1998 года начали пассажирскую эксплуатацию на Люблинско-Дмитровской линии[34], затем в 2008 году переданы на Каховскую линию[35], где и работали вплоть до аварии 30 июля 2019 года, в результате которой столкнулись и были повреждены два поезда из трёх оставшихся. Головные вагоны 001 и 005 из самого первого опытного состава были списаны и утилизированы на заводе «Метровагонмаш», промежуточный вагон 002 находится в депо «Красная Пресня» в качестве тренажёра ПВС[что?], вагоны 0003 и 0004 переоборудованы для совместимости с остальными вагонами данной модели[36].
- 81-720.1/721.1 «Яуза» (серийная, асинхронная). Отличались от опытно-промышленных вагонов асинхронным приводом с микропроцессорной системой управления, изменённым дизайном салона. Опытный трёхвагонный состав модели 81-720А/721А выпущен в 2000 году, впоследствии списан[34], серийный выпуск осуществлялся в 2004 году, всего было выпущено 8 головных и 20 промежуточных вагонов, сформированных в четыре семивагонных серийных состава[13]. 23 марта 2005 года начата эксплуатация с пассажирами на Люблинско-Дмитровской линии. Позднее было сформировано три восьмивагонных состава, из которых на линию выходили не более двух. Вскоре после аварии с участием опытно-промышленных составов, 2 августа 2019 года были также отстранены от эксплуатации с пассажирами. Таким образом регулярная эксплуатация вагонов типа «Яуза» в Московском метрополитене была полностью прекращена. Один серийный состав был отремонтирован на Метровагонмаше с перебивкой модели на 81-720.1М/721.1М с целью обхода запрета начальника метрополитена, 14 мая 2021 года работал в музейно-пассажирской эксплуатации на Параде поездов. Первоначально его было решено сохранить в укороченной составности, однако 11 октября 2023 года этот состав при перегонке в другое депо из-за некорректных действий машиниста врезался в пассажирский состав 81-717.5М/714.5М на станции «Печатники» и получил серьёзные повреждения, делающие его дальнейшую эксплуатацию невозможной[37][38].

### Типы вагонов, находящихся в музейной эксплуатации
Эти типы вагонов сняты с регулярной пассажирской эксплуатации. Но часть из них используется в качестве музейных для перевозки ночных организованных экскурсионных групп, а часть из них используется в пассажирской эксплуатации в качестве динамической музейной экспозиции по праздничным дням (Новый год, Парад поездов).

#### Вагоны типа А
Самые первые вагоны метро в СССР, созданные специально для Московского метрополитена. Производились на Мытищинском машиностроительном заводе с 1934 по 1937 год. Всего выпущено 55 моторных и 56 прицепных вагонов, сформированных в 55 двухвагонных электросекций. Все они были поставлены в Москву.
Поезда формировались из двухвагонных электросекций, каждая из которых включала головные вагоны двух типов — моторный и прицепной. Первоначально окрашивались в двухцветную схему — бежево-жёлтый верх и коричневый низ. После войны все вагоны были перекрашены в стандартную окраску — серо-зелёный верх и тёмно-синий низ. В салоне имелось 52 сидячих места.
Основными конструктивными особенностями вагонов, многие из которых были унаследованы вагонами последующих типов, стало наличие кабин управления в каждом вагоне, лобовая часть с центральной торцевой дверью и двумя круглыми буферными фонарями, гладкие боковые стенки с четырьмя двустворчатыми автоматическими раздвижными дверями с каждой стороны, крыша полуфонарного типа с воздухозаборниками приточно-вытяжной вентиляции, две двухосные тележки с токоприёмниками, расположение в салоне сидячих мест по бокам от центрального прохода лицом к нему и отсутствие межвагонных переходов (имелись только запертые торцевые двери).
Вагоны эксплуатировались с пассажирами с 1935 по 1975 год. Впоследствии, после снятия с эксплуатации, вагон № 1001 был переоборудован в путеизмеритель и отправлен в Баку, вагоны № 1031 и № 21 использовались в качестве дефектоскопа и его проявочной лаборатории. В 2015 году вагоны № 1 (моторный) и № 1031 (прицепной) прошли капитально-восстановительный ремонт для использования в качестве музейных и сцеплены в электросекцию, способную ездить самостоятельно. Поезд принимал участие в выставке в честь 80-летия Московского метрополитена на третьем пути станции «Партизанская», а позднее стал использоваться в ночных экскурсионных ретро-турах по метро. В 2017 году был восстановлен вагон № 21, который впоследствии также включён в состав из вагонов № 1 и № 1031.

#### Вагоны типаЕж3,Еж6иЕм-508Т(81-710, 81-712 и 81-508Т)
Вагоны Еж3 и Еж6 производились на Мытищинском машиностроительном заводе, Ем-508Т — на Ленинградском вагоностроительном заводе им. И. Е. Егорова в 1973—1979 годах, в Москву поставлено 208 вагонов Еж3, 6 вагонов Еж6 и 410 Ем-508Т. Позднее в 1986 году поставлено ещё 4 вагона Еж6 для составов специального назначения.
Отличались от вагонов типов Еж и Ем более современным электрооборудованием и наличием АЛС-АРС, из-за этого данные вагоны не могли работать в одном составе с вагонами типов Е, Еж/Еж1 и Ем-508/509. В Москве вагоны Еж3 эксплуатировались преимущественно в качестве головных, а Ем-508Т — в качестве промежуточных. Вагоны Еж6 незначительно отличались от Еж3 в электрооборудовании и были адаптированы для эксплуатации с электровозами типа Л в составе поездов специального назначения, в составе пассажирских поездов они эксплуатировались как промежуточные.
Изначально все вагоны были оснащены кабиной управления, но в 2002—2011 годах была произведён капитально-восстановительный ремонт (официально на табличках обозначалась как КР-2) всех вагонов на ЗАО «ЗРЭПС», в ходе которой в промежуточных вагонах демонтирована кабина машиниста, обновлён салон и кабина машиниста головных вагонов, горючие материалы заменены на негорючие, а срок эксплуатации вагонов продлён на 15 лет, а также лампы накаливания в вагоне были заменены на люминисцентные. Для увеличения общей вместимости на месте кабины машиниста находилась накопительная площадка.
Эксплуатировались с пассажирами с 1973 по 2020 год. В последние 10 лет вагоны обслуживали только Таганско-Краснопресненскую линию. В июне 2020 года регулярная пассажирская эксплуатация составов типа Еж3/Ем-508Т в Московском метрополитене была полностью завершена. Тематические составы «Парадный» и «Новогодний» находятся на консервации в ТЧ-6 и выезжают на линию с пассажирами только на Парад поездов и Новогодние праздники соответственно.

### Типы вагонов, эксплуатируемые в настоящее время

#### Вагоны типов 81-717/714и их разновидности
Неофициально их называют «Номерные», так как это первые вагоны, не получившие буквенного обозначения. Изначально предполагалось, что данный тип станет мелкосерийным и переходным к вагонам типа И, однако из-за недоработок в конструкции последних было налажено крупносерийное производство данного типа. Выпускались как Мытищинским, так и Ленинградским заводом.
Основными отличиями от вагонов типов Ем и Еж, конструкцию которых вагоны данного типа в значительной степени унаследовали, стало появление в составе промежуточных вагонов без кабины управления и новая конструкция лобовой части головных вагонов без торцевой двери с увеличенным количеством буферных фонарей меньшего размера, также лампы накаливания в салонах были заменены на люминесцентные. Головные вагоны имеют по 42 сидячих места, промежуточные — 48, у части вагонов трёхместные торцевые сиденья заменены двухместными с уменьшением числа мест до 40 и 44 соответственно.
С 1990-х годов самые многочисленные в московском метро, в разные годы использовались на всех линиях, кроме Арбатско-Покровской и линий, открытых после 2018 года (Большой кольцевой и Некрасовской). Сейчас обслуживают одну линию полностью и две частично. Вагоны этой модели полностью окрашивались в серо-зелёный цвет и имеют декоративную белую полосу (молдинг) местами с чёрной окантовкой на нём и с X-образными рисунками на дверях. Эксплуатируется несколько различных модификаций:
- 81-717/714. В Москву поставлено 414 головных и 1055 промежуточных вагонов[13], выпускавшихся в 1976—1988 годах[47] Эксплуатация с пассажирами начата в 1978 году и в Москве была завершена в апреле 2024 года. Последним вагоном в регулярной пассажирской эксплуатации стал № 0151, который в октябре 2024 года был отправлен на порезку в ТЧ-16 «Митино». В последние дни эксплуатации обслуживали Замоскворецкую линию.
- 81-717.5/714.5. От базовой модели отличаются усовершенствованным оборудованием[47]. В Москву поставлено 199 головных и 552 промежуточных вагона, выпускавшихся в 1987—1995 годах[13]. Вагоны обслуживают Замоскворецкую и Люблинско-Дмитровскую линии.
- 81-717.5М/714.5М. Вагоны отличаются от предыдущих модификаций очередным усовершенствованием оборудования и конструкцией фар на лобовой части — вместо двух парных фар вблизи края установлены одиночные, а по центру между ними размещены ещё четыре. Впоследствии так начали модернизироваться и ранее выпущенные вагоны[48]. В Москву поставлено 284 головных и 816 промежуточных вагона, выпускавшихся в 1993—2010 годах. Вагоны обслуживают Сокольническую, Замоскворецкую и Люблинско-Дмитровскую линии.
- 81-717.6К/714.6К и 81-717.6/714.6. Вагоны являются результатом глубокой модернизации вагонов 81-717/714 и отличаются новой лобовой маской головных вагонов выпуклой скруглённой формы с аварийной дверью, увеличенной площадью кабины машиниста, наличием принудительной вентиляции и обновлённым интерьером кабины и салона. Поезда имеют трёхцветную окраску: светло-серый верх, тёмно-серый низ и голубая полоса-разделитель[49]. Первый опытный состав был модернизирован в 2007 году из вагонов типа 81-717.5/714.5 и получил обозначение 81-717.6К/714.6К (буква К указывает на проведение капитальной модернизации)[49], после испытаний в ТЧ-2 «Сокол» состав был передан в ТЧ-12 «Новогиреево» и работал на Калининской линии с 2009 по 2012 год, после чего был отстранён от эксплуатации с пассажирами. Впоследствии все вагоны данного типа для Москвы были выпущены заводом «Метровагонмаш» в 2009 и 2011 году как изначально новые, получая обозначение 81-717.6/714.6 без буквы К. Всего для Москвы было изготовлено 22 головных и 66 промежуточных вагонов, сформированных в 11 восьмивагонных составов[13]. Составы из серийных вагонов приписаны к ТЧ-15 «Печатники» и обслуживают Люблинско-Дмитровскую линию[50].
- 81-717.5А/714.5А (Ретро-поезд «Сокольники»). Вагоны этого типа стилизованы под первый поезд Московского метрополитена из вагонов типа А, и имеют близкую к ним форму лобовую части (без торцевой двери) и интерьер салона. Единственный семивагонный поезд был изготовлен на заводе «Метровагонмаш» в 2010 году. Имеет двухцветную бежево-коричневую кофейную окраску, близкую к окраске вагонов типа А. Приписан к ТЧ-1 «Северное» и эксплуатируется на Сокольнической линии.

#### Вагоны типа 81-740/741 «Русич»и их разновидности
Вагоны этого типа изначально создавались для надземных линий лёгкого метро и получили принципиально новую двухсекционную конструкцию вагонов, отличающую их от всех прочих вагонов Московского метрополитена. Производились на заводе «Метровагонмаш».
Каждый вагон представляет собой две сочленённые секции на трёх тележках, при этом полная длина вагона значительно превышает длину стандартных вагонов. Новшествами в конструкции российских вагонов метро стали сочленённый кузов с лобовой маской наклонной формы и гладкими вертикальными боковыми и торцевыми стенками, прислонно-сдвижные двери, система принудительной вентиляции с решётчатым потолком, наддверные маршрутные табло и непрерывные световые линии в салонах. Также это были первые российские серийные вагоны, имеющие асинхронный тяговый привод и микропроцессорную систему управления. Поезда имеют трёхцветную окраску: тёмно-серый верх, светло-серый низ, голубая полоса-разделитель и нижняя половина дверей.
Эксплуатируются четыре модификации вагонов:
- 81-740/741 «Русич». Первая опытно-промышленная серия, оборудованная асинхронным приводом производства Alstom. Головные секции имеют по 24 сидячих места, промежуточные — по 30 (всего 54 места в головном и 60 в промежуточном вагоне соответственно). Производились в 2002—2004 годах, выпущено 27 головных и 13 промежуточных вагонов, сформированных в 13 трёхвагонных составов, дополнительный головной вагон используется как тренажёр[13]. Вагоны этого типа обслуживают Бутовскую линию[52]. Самый первый опытный состав не эксплуатируется[53].
- 81-740.1/741.1 «Русич». Отличаются от 81-740/741 асинхронным приводом производства ОАО «Метровагонмаш», компоновка салона изменений практически не претерпела[54]. В 2004 году выпущен опытный трёхвагонный состав, с 2005 по 2009 годы для Москвы выпущено 160 головных и 220 промежуточных вагонов серийной модели 81-740.1/741.1, сформированных в 81 состав[13]. Один из серийных составов, использованный в качестве именного поезда-галереи, «Акварель», имеет конструктивные отличия в виде отсутствия части сидений и окон напротив них. Опытный трёхвагонный состав 81-740А/741А обслуживает Бутовскую линию, серийные составы 81-740.1/741.1 обслуживают Сокольническую, Арбатско-Покровскую[55] и Бутовскую линии. С 2005 по 2019 годы составы 81-740.1/741.1 эксплуатировались на Филёвской линии[56].
- 81-740.1/741.1 «Акварель». Поезд-галерея с репродукциями картин, созданный по инициативе Сергея Андрияки. Первая подборка картин была посвящена творчеству художника-инициатора и учеников его школы. Все пять вагонов состава снаружи оклеены цветной плёнкой с изображениями цветов, фруктов, рек, деревьев. По сравнению с обычными вагонами типа 81-740.1/741.1 «Русич», отсутствуют окна и сиденья с одной из сторон, на их месте расположены картины, над которыми добавлено освещение. Каждый вагон имеет свою цветовую гамму — уникальны как оклейка с внешней стороны, так и цвет пола, стен и сидений в вагоне. В январе 2013 года плёнка, которой был оклеен поезд снаружи, заменена на новую — с немного другой расцветкой. Приписан к ТЧ-3 «Измайлово» и эксплуатируется на Арбатско-Покровской линии.[55]
- 81-740.4/741.4 «Русич». В отличие от 81-740.1/741.1, вагоны имеют три двери в промежуточных секциях с каждой стороны (по пять дверей у головных вагонов и шесть у промежуточных), оборудованы системами кондиционирования и видеонаблюдения в салоне[57]. Планировка сидячих мест в промежуточных секциях была изменена, их число уменьшилось до 22 в задней и до 20 в передней промежуточной секции, общее число мест в головном вагоне составляет 46, а в промежуточном — 42.
Выпускались в 2008—2013 годах, в Москву поставлено 132 головных[58] и 178 промежуточных[59] вагонов, сформированных в 66 составов, эксплуатируемых с пассажирами с 2009 года. Вагоны этого типа обслуживают Арбатско-Покровскую[55] и Бутовскую линии. Эксплуатируется 65 составов (один состав потерпел крушение, в результате которого один головной и один промежуточный вагоны были списаны и порезаны, остальные три вагона из состава сняты с эксплуатации).[источник не указан 1293 дня]

#### Вагоны типа 81-760/761 «Ока»и их разновидности
Вагоны были созданы как новая серийная замена модельного ряда 81-717/714 с использованием технических решений от вагонов 81-740/741 «Русич». Головные вагоны и часть промежуточных производились на заводе «Метровагонмаш», другая часть промежуточных — на Тверском вагоностроительном заводе.
Внешне вагоны выглядят как усреднённый вариант между вагонами 81-717.6/714.6 и «Русич»: от первых они унаследовали близкие размеры кузова, схожую по конструкции лобовую маску с аварийной дверью, расположение боковых дверей, планировку салонов, от вторых — гладкие вертикальные боковые стенки кузова с прислонно-сдвижными дверями, наклонный профиль лобовой части, конструкцию потолочной вентиляции, световые линии, наддверные маршрутные табло в салоне, асинхронный тяговый привод и микропроцессорную систему управления. При этом многие конструктивные элементы претерпели значительные изменения по сравнению с предшественниками, также появились некоторые нововведения, такие как информационные цветные дисплеи в салонах и система обеззараживания воздуха. Вагоны имеют две вариации окраски: тёмно-серая передняя часть и светло-серые боковые с голубыми полосами и двухцветными бело-голубыми дверями или полностью синими дверями с темно-серым боком (маска кабины имеет одинаковый окрас). Поезда раннего выпуска имеют галогенные фары, а начиная с вагона 37093 — светодиодные.
Эксплуатируются две модификации вагонов:
- 81-760/761 «Ока». Выпускались с 2010 по 2016 год, всего выпущено 324 головных[60] и 972 промежуточных[61][62] вагона, сформированных в Московском метрополитене в 162 состава. Головные вагоны имеют 40 сидячих мест, промежуточные — 44.
Эксплуатируются с пассажирами с 2012 года, в эксплуатации 161 состав (самый первый с пассажирами не работает). Обслуживают Калининскую линию с 12 апреля 2012 года, Серпуховско-Тимирязевскую линию с 26 декабря 2012 года, Солнцевскую линию с 28 декабря 2016 года и Большую кольцевую линию с 26 февраля 2018 года. С 23 сентября 2015 года по 30 августа 2018 года вагоны эксплуатировались на Арбатско-Покровской линии, с 11 декабря 2015 года по 26 марта 2018 года — на Таганско-Краснопресненской линии, с 7 декабря 2017 года по 22 августа 2018 года — на Калужско-Рижской линии.
- 81-760А/761А/763А «Ока». Отличаются от предшественников сквозными межвагонными переходами по всему составу и наличием прицепных промежуточных вагонов 81-763А. Головные вагоны имеют 38 сидячих мест, промежуточные — 42. Выпускались с 2014 по 2016 год, всего выпущено 6 головных моторных[65], 12 промежуточных моторных[66] и 6 промежуточных прицепных[67] вагонов, сформированных в три восьмивагонных состава. Изначально предназначались для Бакинского метрополитена как пятивагонные, но затем в связи с отказом Бакинского метрополитена переданы в Москву[68]. Дальнейшее производство не планируется.
С 22 апреля и 13 мая 2015 года в количестве двух составов обслуживали Серпуховско-Тимирязевскую линию. 27 января 2016 года оба состава переданы в депо «Выхино», с 3 февраля 2016 года началась эксплуатация с пассажирами на Таганско-Краснопресненской линии. 12 апреля 2016 года там же началась эксплуатация третьего поезда.
19 января 2018 года первый поезд был возвращён в депо «Владыкино», и с 23 января 2018 года продолжилась его пассажирская эксплуатация на Серпуховско-Тимирязевской линии. 16 января 2018 года второй поезд был передан в депо «Свиблово» и с 22 февраля по 23 августа эксплуатировался на Калужско-Рижской линии. 21 февраля 2018 года туда же передан третий поезд, и с 15 марта по 24 августа 2018 года был в пассажирской эксплуатации. 24 августа 2018 года второй поезд был возвращён в депо «Владыкино», и с конца августа продолжилась его пассажирская эксплуатация на Серпуховско-Тимирязевской линии. 31 августа 2018 года туда же передан третий поезд, с 7 сентября в пассажирской эксплуатации. 18 ноября 2018 года второй и третий поезда 81-760А/761А/763А «Ока» были переданы в депо «Солнцево». С 27 ноября 2018 года третий поезд эксплуатируется на Солнцевской и Большой кольцевой линиях, с 5 декабря там же эксплуатируется второй поезд. В начале февраля 2019 года туда же был передан первый поезд, с 8 февраля в пассажирской эксплуатации. В ноябре 2021 года все три состава были переданы в ТЧ-10 в обмен на весь свибловский парк составов типа 81-775/776/777.[источник не указан 1293 дня]

#### Вагоны типа 81-765/766/767 «Москва»и их разновидности
Представляют собой дальнейшее развитие вагонов «Ока». Вагоны имеют сквозной проход, также имеются два немоторных промежуточных вагона в составе (81-767). Основными конструктивными отличиями стали новый дизайн и форма лобовой части с крэш-системой, беззазорные сцепные устройства между вагонами, более широкие дверные проёмы (около 1400 мм вместо прежних 1250 мм) и более узкие окна, уменьшение массы вагонов и оснащение их более современным оборудованием. Вагоны унаследовали некоторые конструктивные элементы вагонов «Ока», такие как ходовая часть (в доработанном виде), тяговые двигатели и форма основной части кузова. Салон вагонов был значительно переработан: в нём появились полусидячие места в торцевых зонах; полностью обновлена интерактивная система информирования пассажиров, главным новшеством которой стали планшетные сенсорные дисплеи с интерактивным приложением по навигации в метро и USB-разъёмами для подзарядки мобильных устройств; переработаны системы вентиляции и освещения. Головные вагоны имеют 33 сидячих и 4 полусидячих места, промежуточные — 36 сидячих и 8 полусидячих.
Эксплуатируются четыре модификации вагонов:
- 81-765/766/767 «Москва». Эксплуатируются с пассажирами с 14 апреля 2017 года на Таганско-Краснопресненской линии, с 14 мая 2018 года на Калужско-Рижской линии, с 27 марта 2020 года на Некрасовской линии, и с 4 июля 2020 года на Сокольнической линии. С 22 декабря 2020 года по 11 ноября 2021 года и весной 2023 эксплуатировались на Большой кольцевой линии. Всего эксплуатируется 114 восьмивагонных составов, сформированных из 912 вагонов.
- 81-765.2/766.2/767.2 «Москва». Модификация .2, эксплуатирующаяся со 2 июля 2018 года на Филёвской линии, имеет частично продольную планировку сидений в головных вагонах, кнопки открытия дверей и адаптированную к условиям наземной линии климатическую систему. Всего эксплуатируется 27 шестивагонных составов, сформированных из 162 вагонов.
- 81-765.3/766.3/767.3 «Москва». Эксплуатировались с 30 декабря 2018 года по 4 ноября 2021 года на Солнцевской и Большой кольцевой линиях, с 25 октября 2018 года по декабрь 2020 года и с 13 октября 2021 года эксплуатируются на Калужско-Рижской линии, а весной 2023 года побывали и на БКЛ. Всего эксплуатируется 9 восьмивагонных составов, сформированных из 72 вагонов.
- 81-765.4/766.4/767.4 «Москва-2019». Эксплуатируются с 18 марта 2019 года на Сокольнической линии, с 3 июня 2019 года на Некрасовской линии, с 8 октября 2019 года по март 2020 года и с 2022 года составы также эксплуатируются на Калужско-Рижской линии. Один состав работал весной 2023 года на БКЛ. Всего эксплуатируется 52 восьмивагонных состава, сформированных из 416 вагонов. Итого на 2023 год составы «Москва» четырёх модификаций работают на пяти линиях: Сокольнической, Филёвской, Калужско-Рижской, Таганско-Краснопресненской и Некрасовской линиях.

#### Вагоны типа 81-775/776/777 «Москва-2020»
Конструктивно вагоны 81-775/776/777 «Москва-2020» являются дальнейшим развитием вагонов 81-765/766/767 «Москва», но при этом по сравнению с предыдущими их модификациями имеют достаточно отличий от предшественника, позволяющих считаться новой серией. К изменениям относятся новый дизайн маски, сдвижные двери, более широкие дверные проёмы шириной 1,6 м вместо 1,4 м, просторный межвагонный переход шириной 1,6 м вместо 1 м, боковые маршрутные табло снаружи поезда, компоновка салона с пятиместными сиденьями вместо шестиместных, обновлённая электроника и пульт управления.
Начиная с третьего поезда появились некоторые изменения по сравнению с первыми двумя составами: на лобовой маске пропал экран, отображающий номер маршрута, а боковые табло переместились с нижней ниши внутри кузова на место оконной форточки.
5 сентября 2020 года в электродепо «Митино» поезд был впервые официально представлен мэру города и журналистам. 6 октября 2020 года семивагонный состав модели «Москва-2020» совершил первую поездку с пассажирами на Кольцевой линии.1 декабря 2020 года была начата пассажирская эксплуатация восьмивагонных поездов на Калужско-Рижской линии, которые завершили эксплуатацию в марте 2023 года и были переданы в депо «Замоскворецкое» и «Нижегородское» Большой кольцевой линии в связи с её полным замыканием. С конца октября 2021 года по март 2023 произошла передача составов «Москва-2020» с Калужско-Рижской на Большую кольцевую линию. В июне 2023 года 5 составов «Москва 2020» (по состоянию на 21 июля) были переданы в электродепо «Калужское» и снова начали работу на Калужско-Рижской линии.

#### Вагоны типа 81-775.2/776.2/777.2 «Москва-2024»
Представляет собой рестайлинг-модификацию поезда «Москва-2020». Дизайн-проект поезда «Москва-2024» был представлен Департаментом транспорта Москвы 31 августа 2023 года. Позже в ноябре 2023 года на заводе «Метровагонмаш» была начата сборка новых вагонов. 24 ноября 2023 года был анонсирован запуск поезда «Москва-2024» на Замоскворецкую линию Московского метрополитена наряду с поездами «Москва-2020». В декабре 2023 года первый состав был собран и в начале января отправлен с завода в Московский метрополитен.
7 января 2024 года первый поезд поступил в Московский метрополитен через железнодорожный гейт в депо ТЧ-18 «Солнцево» Солнцевской линии, спустя два дня 9 января своим ходом был перегнан в новое депо ТЧ-22 «Аминьевское» Большой кольцевой линии, а 12 января — в депо ТЧ-2 «Сокол» Замоскворецкой линии, 24 января состоялась первая обкатка. Регулярная пассажирская эксплуатация поездов данной модели и замена ими составов из вагонов 81-717/714 с устаревшей реостатно-контакторной системой управления (новые поезда оборудованы современными асинхронными тяговыми электродвигателями) началась на Замоскворецкой линии 11 марта 2024 года, что стало общественно значимым событием в связи с жалобами пассажиров на шум от вагонов серии 81-717/714 и их модификаций.

#### Вагоны типа «Москва-2026»
После поездов «Москва-2024» ими планируется завершить обновление парка подвижного состава Замоскворецкой линии.

### Именные поезда
С 1984 года в Московском метрополитене существует традиция создания именных поездов — составов, имеющих собственные имена, присвоенные в честь каких-либо событий, юбилеев, или в рамках тематических акций. Такие составы имеют различные отличительные особенности: от простых табличек и надписей с названием поезда на головных вагонах до полностью оригинального оформления всех вагонов или даже конструктивных отличий вагонов состава от обычных вагонов того же типа. В 1991 году почти все именные поезда (за исключением одного) прекратили своё существование, по причине того, что их тематика носила политический характер. В начале 2000-х годов традиция была возобновлена, и уже к концу 2010 года по линиям курсировало семь таких составов различной тематики. С 2015 года процесс становится наиболее популярным.
- Именные поезда типа 81-717/714:
  - «Народный ополченец». Самый старый именной поезд Московского метрополитена, начал курсировать по Замоскворецкой линии ещё в 1988 году. Посвящён ветеранам Великой Отечественной войны, работавшим в метро и метрострое[82].
  - «Красная стрела». Запущен по заказу ОАО «РЖД» на Сокольнической линии 9 октября 2006 года в честь 75-летия фирменного поезда «Красная стрела». 5 августа 2016 года, впервые за 10 лет, постоянная экспозиция поезда была обновлена, перезапуск состава приурочен к 85-летию одноимённого фирменного поезда. Снаружи состав окрашен в красный цвет вместо обычного синего, крыши вагонов серебристые, на бортах указано название поезда. Во внутреннем оформлении вагонов использованы исторические документы и уникальные фотографии из архивов ОАО «РЖД»[83].
  - Ретропоезд «Сокольники». Стилизован под первый поезд московского метрополитена, который состоял из вагонов типа А. Представляет собой поезд из вагонов модели 81-717.5М/714.5М с изменённой лицевой частью головных вагонов, окрашенный в цвета, характерные для метро 1930-х годов. Также переработан интерьер вагонов. Был запущен 15 мая 2010 года на Сокольнической линии, в день 75-летнего юбилея московского метро[84][85].
  - «Олег Табаков». В вагонах поезда представлена информация по ключевым моментам творческого пути знаменитого актёра. Пассажиры могут подробнее узнать об артисте и его семье, о самой «Табакерке», появившейся в подвале, о новой сцене на Малой Сухаревской площади. Поезд курсирует по Калужско-Рижской линии.
- Именные поезда типа 81-740/741 «Русич»:
  - «Акварель». Поезд-галерея с репродукциями картин был создан по инициативе Сергея Андрияки. Каждый из вагонов оформлен в определённой цветовой гамме, стены снаружи вагонов оклеены цветной плёнкой с изображениями цветов, фруктов, рек, деревьев. С тыльной стороны поезд не имеет сидений и окон, на месте которых находятся картины. Был запущен 1 июня 2007 года на Арбатско-Покровской линии, в День защиты детей[86].
- Именные поезда типа 81-760/761/763 «Ока»:
  - «Поезд Победы». С 8 февраля 2019 года эксплуатируется на Солнцевской и Большой кольцевой линиях. В качестве подвижного состава используются вагоны 81-760А/761А/763А «Ока» со сквозным проходом.[источник не указан 1288 дней]

### Диагностические поезда
В Московском метрополитене эксплуатируется несколько диагностических поездов, которые служат для проверки состояния пути и выявления его повреждений с целью их последующего устранения. В составе таких поездов обычно имеется не менее пяти вагонов, включая один или реже два специальных вагона-лаборатории с измерительной аппаратурой, переоборудованных из пассажирских, и несколько стандартных вагонов сопровождения. Вагоны-лаборатории обычно имеют двухцветную жёлто-красную окраску (жёлтый верх и красный низ). Поезда выезжают на линии в дневное или вечернее непиковое время и могут обслуживать несколько разных линий.
По назначению и виду измерительного оборудования вагоны-лаборатории делятся на два основных вида: путеизмерители (измеряют геометрию и расположение пути) и дефектоскопы (определяют наличие микротрещин, неоднородностей и прочих дефектов пути). Вагоны имеют специальные тележки с различными датчиками, с которых обычно демонтируются тяговые электродвигатели, поэтому эти вагоны в составе используются в качестве прицепных, также датчики и видеокамеры могут размещаться в подвагонном пространстве. У вагонов полностью переоснащается салон, который разделяется на различные помещения для аппаратуры и для работников, ведущих контроль работы оборудования.
В основном в качестве диагностических использовались поезда из вагонов типов «Г», Еж3, а позднее — 81-717/714. Самыми старыми вагонами-путеизмерителями, долгое время эксплуатировавшимися в составах из более новых вагонов, были вагоны А № 1031 (ныне переоборудован в музейный пассажирский) и УМ-5 № 806, который был отремонтирован для музея с сохранением салона в качестве путеизмерителя. По состоянию на 2018 год, в качестве диагностических используются поезда из вагонов 81-717/714. Самыми новыми в Московском метрополитене являются два служебных диагностических именных поезда «Синерги́я-1» и «Синерги́я-2», которые целиком окрашены по жёлто-красной схеме. В составе поездов имеются уникальные вагоны-лаборатории, сочетающие в себе функции путеизмерителя, дефектоскопа и габаритного вагона. В поезде «Синергия-1» в качестве лаборатории используется один промежуточный вагон; в поезде «Синергия-2» — два: головной и промежуточный. Оба поезда приписаны к депо «Красная Пресня» Кольцевой линии, но совершают служебные рейсы по всем линиям метрополитена, преимущественно в дневное непиковое время. В Московском метро также есть вагон-путеизмеритель модели 81-714 № 7374 и вагон-лаборатория СЦБ модели Еж3 № 5564.

### Грузовые поезда

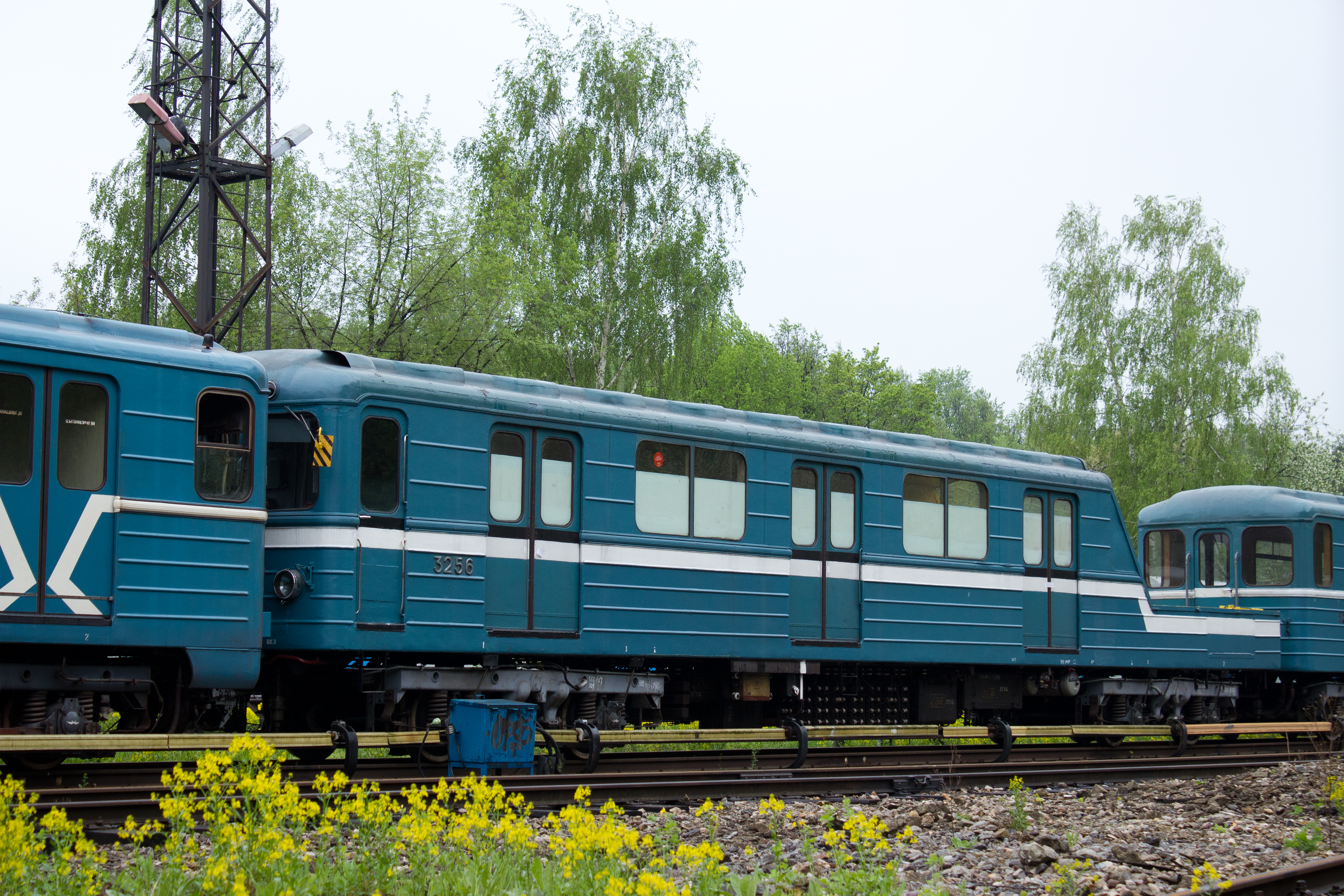
Грузовой вагон Е № 3256 в депо Измайлово

В Московском метрополитене эксплуатируется несколько электропоездов для служебно-грузовых перевозок. Так как линии метрополитена не применялись для перевозки грузов сторонних организаций как железные дороги, грузовые поезда использовались только для перевозок грузов внутреннего пользования между депо в дневное время. Эти поезда также применяются в роли тяговых единиц для перегонки между депо других вагонов.
Грузовые поезда в метрополитене Москвы формировались из трёх обычных пассажирских электровагонов, один из которых переоборудовался в депо для перевозки тяжёлых и габаритных грузов.
В разное время в Москве эксплуатировались грузовые поезда из вагонов типа Д, Е/Еж и 81-717/714. Поезда ходили в дневное и вечернее непиковое время. До сентября 2009 года в Московском метрополитене эксплуатировалось 9 грузовых поездов, включая 5 поездов типов Е/Ем-508/Ем-509/Еж и 4 поезда типа 81-717/714. Грузовые поезда эксплуатировались в депо «Северное», «Измайлово», «Красная Пресня», «Калужское», «Планерное», «Замоскворецкое», «Варшавское», «Свиблово» и «Черкизово».
С декабря 2009 года грузовые поезда перестали использоваться по прямому назначению после инцидента с одним из них на Таганско-Краснопресненской линии: перевозимая в вагоне типа «Е» № 3361 колёсная пара упала с транспортёра и выдавила наружу дверь вагона с выходом её из габарита на станции «Сходненская», что по случайности не повлекло повреждения сооружений, однако привело к задержке движения на линии, пока поезд не увезли в оборотные тупики станции «Октябрьское поле». По состоянию на 2016 год, в эксплуатации осталось три грузовых поезда 81-717/714, используемых только в качестве тяговых единиц при перегонках и обкатках вагонов. Все остальные грузовые поезда списаны и утилизированы.

### Контактно-аккумуляторные электровозы
Во второй половине XX века в Московском метрополитене наряду с мотовозами применялись контактно-аккумуляторные электровозы для перегонки вагонов и вождения служебных поездов в ночное время при отключенном напряжении на контактном рельсе либо на неэлектрифицированных участках метрополитена, а также при манёврах на территории депо. Конструктивно контактно-аккумуляторные электровозы основывались на обычных пассажирских электровагонах, но отличались от них наличием двух кабин управления по концам вагона и размещением в пространстве салона аккумуляторных батарей вместо пассажирских сидений. При наличии напряжения на контактном рельсе вагоны осуществляли подзарядку аккумуляторов и могли эксплуатироваться с обычными скоростями, при движении на аккумуляторном ходу их скорость была значительно ограничена.
Часть контактно-аккумуляторных электровозов модернизировалась из обычных пассажирских вагонов, часть изготавливалась на заводе изначально. По состоянию на конец 2000-х годов все контактно-аккумуляторные электровозы были выведены из эксплуатации.

#### Модернизированные вагоны
- Тип В-4. Модернизировано три электровоза из вагонов № 151, 152 и 155 по заявке службы пути московского метрополитена в 1960—1961 годах после списания из пассажирской эксплуатации[96].
- Тип А. Модернизирован один вагон № 48 после списания из пассажирского парка с сохранением номера, точный год модернизации неизвестен[96].
- Тип Е (81-703). Модернизировано три электровоза из вагонов № 3694, 3500, 4758 в 1981 году. Электровозы получили обозначение Эк/а и номера 01..03[96].

#### Тип Л(81-711)
Вагоны производились на Мытищинском машиностроительном заводе в 1973 и 1986 годах, выпущено 6 электровозов.
Конструктивно основывались на вагонах Еж3, но в отличие от них, имели кабины управления с двух сторон, гофрированные сплошные металлические стены без окон и дверей по бокам и не имели крыши, за исключением кабин и небольшого арочного перекрытия в середине салона. Внутреннее пространство аккумуляторного помещения не имело отделки. Электровозы первой партии окрашивались по двухцветной схеме аналогично вагонам Еж3 (серо-зелёный верх и тёмно-синий низ), второй партии — в голубой цвет.
Электровозы находились на балансе войсковой части 95006 и эксплуатировались совместно с вагонами Еж-6 в составе поездов специального назначения по схеме Еж-6+1..2xЛ+Еж-6 с 1974 по 2009 год.
В 2001 году электровоз 0088 второй партии прошёл модернизацию, в ходе которой был переоборудован в электротепловоз заменой аккумуляторных батарей на дизельный двигатель и оснащён крышей по всей длине вагона, получив обозначение типа ЛМ. По состоянию на 2016 год он является единственным сохранившимся вагоном типа Л и находится в депо Планерное, прочие электровозы были порезаны.

#### Тип ВЭКА(81-580)
Вагоны производились на Ленинградском вагоностроительном заводе им. И. Е. Егорова в 1992 году, первый из них поступил в Московский метрополитен. Вагон был создан на основе модели 81-717/714, но имел кабины с лобовой частью аналогичной вагонам Еж3 для возможности перехода машиниста в другие вагоны, при этом буферные фонари были использованы от вагонов 81-717. В отличие от электровозов Л, боковые стенки электровоза ВЭКА были полностью аналогичны пассажирским вагонам и имели неиспользуемые раздвижные двери с окнами, также имелась крыша (при этом часть раздвижных дверей была перекрыта аккумуляторами), в аккумуляторном помещении имелась отделка, окраска вагона была двухцветной с жёлтым верхом и коричневым низом.
Электровоз несколько лет работал в депо Калужское, но через некоторое время в связи с нареканиями по работе оборудования перестал эксплуатироваться. В начале 2015 года он прошёл капитально-восстановительный ремонт для использования в качестве музейного и впоследствии принимал участие в выставках в честь дня открытия метрополитена, при этом окраска нижней части вагона изменилась на тёмно-красную.

## Дизельный подвижной состав
Наряду с электропоездами в метрополитене также имеется значительный парк мотовозов, автомотрис и специализированной путевой техники для обслуживания инфраструктуры, хозяйственных грузоперевозок и доставки бригад рабочих в ночное время при отключенном напряжении. Значительная часть используемой техники унифицирована с применяемой на обычных железных дорогах, часть разработана специально для эксплуатации в метрополитене. Некоторые мотовозы могут применяться как в качестве локомотивов-тягачей, так и в качестве автомотрис благодаря наличию площадок для перевозки груза или сидячими местами для доставки бригад рабочих; часть автомотрис предназначена исключительно для перевозки пассажиров (рабочих).
Эксплуатируются следующие модели подвижного состава:
- мотовозы и грузопассажирские автодрезины: МК2/15, АГМ (АГМу, АГМс), ДМ (ДМм, ДМс), АЛг, ТГК2, АГМС, МГМ1, 81-730.05, МТ, ТМ, МТК-1;
- пассажирские автомотрисы: АС1, АС1А, СМДК-Мтр, РА1 730.15, автомотриса на базе вагона «Ока», ранее эксплуатировался четырёхвагонный дизель-поезд ДПС;
- самоходные краны: КМ, КМП;
- выправочные подбивочно-рихтовочные машины: ВПРС-02, ВПРС-500;
- снегоуборочные машины: СММ2.

| Мотовозы и грузопассажирские автодрезины | Пассажирские автомотрисы | Путевая техника |
| ---------------------------------------- | ------------------------ | --------------- |

## В культуре

### Видеоигры
- В дополнении (моде) «Metrostroi Subway Simulator» к игре «Garry's Mod» в Steam представлен пассажирский подвижной состав метрополитена (в том числе выведенный из эксплуатации) в виде вагонов «Ам»[101], «Д», «Е», Еж/Еж1, Еж3/Ем-508Т (до и после капитально-восстановительного ремонта с обозначением «РУ1»[102]), 81-717/714, «Яуза»[103] и две разновидности электропоезда «Ока» — со сквозным (свободным, межвагонным) проходом и без него[104]. Дополнение отличается от других компьютерных симуляторов поезда высокой реалистичностью[105].
- В продолжении дополнения «Metrostroi Subway Simulator» — игре на смартфоны «Subtransit Drive» воссозданы состав 81-717/714 с различными версиями оборудования[106] и электропоезд «Ока» без сквозного прохода с заводским обозначением 81-760/761[106]. Разработчиками также планируется внедрение в игру других линий и подвижного состава[107], в частности — электропоезда «Яуза» обеих разновидностей — с коллекторными электродвигателями и асинхронными, модификации «.1»[108], а также модификация электропоезда «Русич» 81-740.1/741.1[109].

### Кинематограф

#### Фильмы
- В короткометражном фильме «Лист Мёбиуса» запечатлены вагоны 81-717/714 и «Е».
- В российском блокбастере «Метро» запечатлены вагоны 81-717/714.
- В фильмах «Чёрная молния», «Притяжение» и «Вторжение» запечатлён электропоезд «Русич».

#### Телесериалы
В седьмой серии девятого сезона российского сериала «Склифософский» запечатлены вагоны 81-717.6/714.6.

#### Телепередачи
В программе «Сканер» 2004 года телеканала НТВ рассказывается об электропоезде «Яуза».
В сюжете телепередачи «Правила движения» о Бутовской линии как идее «лёгкого метро» с ведущим Андреем Эйхфусом «участвует» электропоезд «Русич».